# León de Belfort
El León de Belfort (en francés: Lion de Belfort)  es una escultura monumental realizada por el escultor francés Frédéric Bartholdi. Se encuentra en Belfort, una ciudad francesa que estaba situada cerca de la frontera con Alemania. Conmemora la heroica resistencia de la ciudad durante la guerra franco-prusiana de 1870 a 1871.

## Historia
El proyecto empezó a tomar cuerpo en 1872, concluyéndose en 1879. Debido a las malas relaciones entre las instituciones de la ciudad de Belfort y Bartholdi, la escultura no fue inaugurada de forma oficial. Sí hubo un acto promovido por el propio escultor que recibió el apoyo popular de los habitantes de Belfort. En 1989, Jean-Pierre Chevènement inauguró oficialmente la obra.
El 28 de agosto de 1880, Bartholdi costeó de su bolsillo la iluminación de la escultura.
El 20 de abril de 1930, fue catalogada como Monumento Histórico.
Brutus, un león propiedad del domador francés Jean-Baptiste Pezon, sirvió de modelo para la obra. 

## Descripción
Mide 22 metros de largo y 11 de altura. Para su construcción se usaron bloques de gres rosa de Pérouse esculpidos de forma individual y luego trasladados hasta la parte delantera de la ciudadela de Belfort, donde fueron ensamblados. 

## Réplicas
En el mundo existen dos réplicas de menor tamaño de la escultura: una se encuentra en París, en la plaza Denfert-Rochereau, y la otra está en Montreal, en el Square Dorchester.